# Прва сурдуличка бригада НОВЈ
Прва сурдуличка народноослободилачка бригада НОВЈ формирана је 29. септембра 1944. године код Сурдулице. Одмах по формирању ушла је у састав 46. српске дивизије НОВЈ.
Командант бригаде био је Љуба Трајковић, а политички комесар Милорад Стошић.
Штаб 46. дивизије наредио је 6. октобра 1944. штабовима Двадесет пете, Двадесет шесте, Двадесет седме, Друге врањске, Прве и Друге сурдуличке бригаде затварање правца Бујановац - Врање - Грделица. Тог дана рано ујутру немачко-квислиншке снаге, праћене моторним возилима и тенковима, кренуле су од правца Куманова ка Бујановцу и Прешеву. У току дана успеле су одбацити снаге Оперативног штаба за Косово које су се налазиле на линији Буштрање—Крајмировце—Божињевац и пред ноћ овладати линијом Старац—Рујан—Крајмировце. Циљ ових снага био је овладати линијом Куманово—Лесковац за извлачење њихових снага из Македоније и Грчке, а успут да ослободе опкољени гарнизон Бело Поље. Прва сурдуличка бригада се током операције поставила на линију Момин камен—Предејане са десне обале Јужне Мораве. Њен задатак је био да детаљно уништи комуникације на овој линији ради онемогућавања непријатељског саобраћаја.
Наредбом Штаба 46. српске дивизије од 16. октобра 1944. године штабу бригада је расформирана. Из бригаде је издвојено 50 наоружаних војника и 100 без оружја, од којих је формиран Масурички партизански одред. Остало људство са оружјем и без оружја и са командним кадром, који нису распоређени овим наређењем, били су упућени у састав 26. српске бригаде.